# Waldo Frank
Waldo David Frank, född 25 augusti 1889, död 9 januari 1967, var en amerikansk författare.
Frank studerade vid Yale University, besökte 1913–1914 Frankrike och Tyskland och gjorde efter första världskriget resor i olika länder i Gamla och Nya världen. Frank skrev en rad modernistiska storstadsskildringar som The Unwelcome Man (1917), The Dark Mother (1920), Rahab (1922), City Block (1922), Holiday (1923), Chalk Face (1924), The Death and Birth of David Markland (1934), reseskildringar som Virgin Spain (1926), Americana Hispana (1931), Dawn in Russia (1932) och analyser av samtida amerikanskt kulturliv som Our America (1919) och The Rediscovery of America (1929).